# Нуэва-Херона
Нуэ́ва-Херо́на (исп. Nueva Gerona) — столица кубинского муниципалитета Исла-де-ла-Хувентуд. Город расположен на севере острова Хувентуд, между двух возвышенностей — Сьерра-де-Кабальос (Caballos) и Лас-Касас (Casas), в трёх километрах от устья реки Рио-Касас (Río Casas), являющейся судоходным выходом в Карибское море.
Город был основан в 1802 году американскими первопроходцами. По сей день в городе есть американское кладбище.
Морской порт. Международный аэропорт «Рафаэль Кабрера» (Rafael Cabrera), код ИКАО (ICAO) — MUNG, код ИАТА (IATA) — GER. Высота над уровнем моря — 22 м, длина ВПП — 2500 м.
Переработка рыбы, пищевая промышленность. В окрестностях — добыча мрамора.
Население по оценке 2003 года — 37 000 человек.

## Достопримечательности

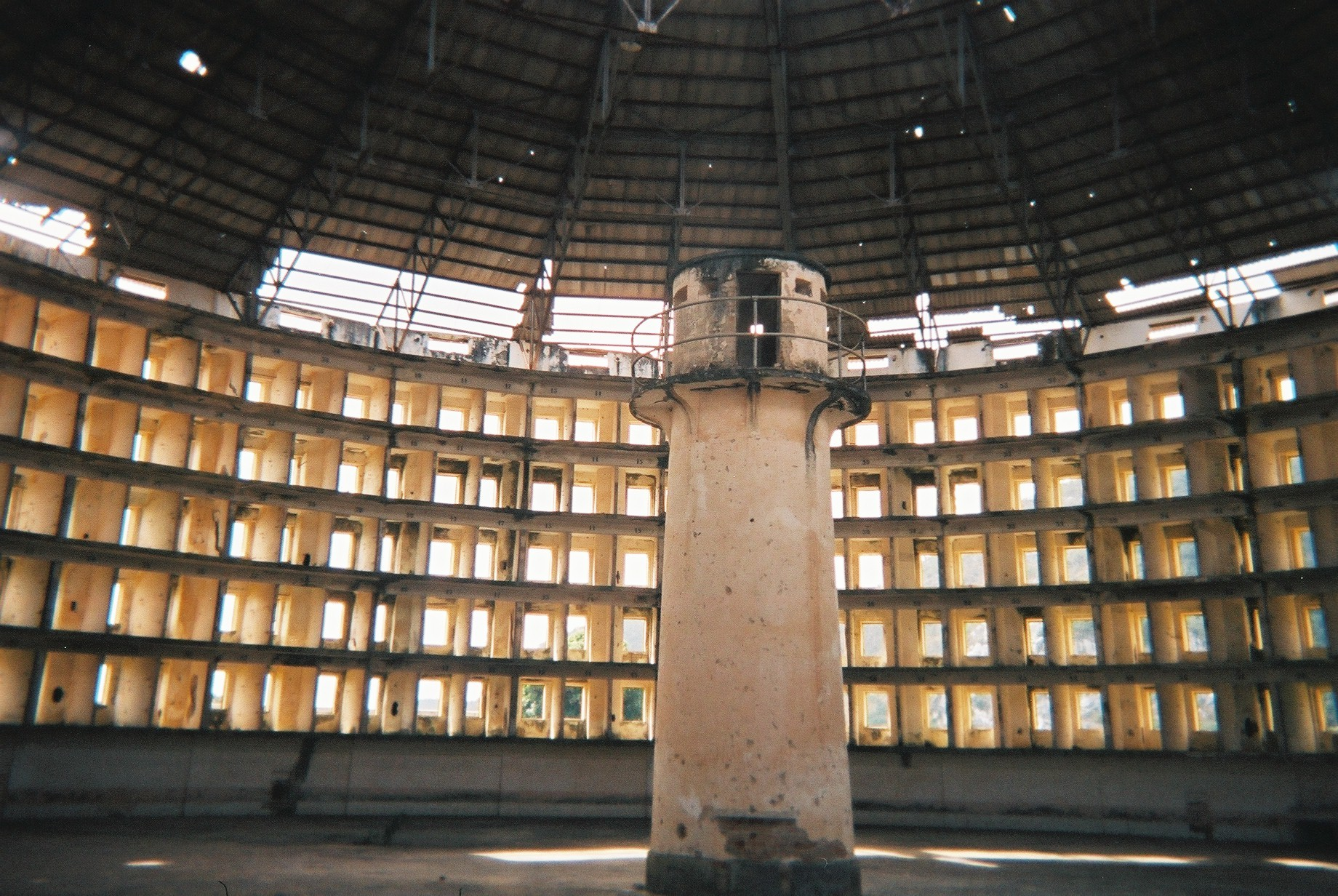
Тюрьма «Пресидио Модело», внутренний дворик одного из зданий — декабрь 2005

- Ранчо Эль-Абра в 5 км к югу от города. Национальный музей, в память героя национально-освободительного движения Хосе Марти, жившего здесь в ссылке, после освобождения из тюрьмы. Усадьба принадлежала каталонцу Хосе М. Сарда, представляет интерес как образец колониальной плантации XIX века.

- Тюрьма Пресидио Модело, в 20 км к востоку от города. Построена в 20-е годы XX века. Является копией американской тюрьмы Джолиет, штат Иллинойс. В ней четыре здания в виде круговых галерей, по пять уровней в каждой. Была рассчитана на 6 000 заключённых. Здесь, в камере № 3859 отбывал тюремное наказание будущий президент Кубы Фидель Кастро и группа его соратников после неудавшегося штурма казармы Монкада (г. Сантьяго-де-Куба) 26 июля 1953 года. Экспозиция музея посвящена собственно штурму, и подпольной деятельности кубинского лидера.

- Муниципальный музей — собрание материалов, посвящённых браконьерству и пиратству в Карибском море.

## Известные уроженцы
- Эгурен, Густаво (1925—2010) — кубинский писатель.